# Aaron Brewer
Aaron Brewer (Orange, 5 luglio 1990) è un giocatore di football americano statunitense che gioca nel ruolo di long snapper per gli Arizona Cardinals della National Football League (NFL). Al college ha giocato a football all'Università statale di San Diego.

## Carriera professionistica

### Denver Broncos
Dopo non essere stato scelto nel Draft NFL 2012, il 3 maggio 2012 Brewer firmò con i Denver Broncos. Nel 2013 raggiunse il Super Bowl XLVIII, perso contro i Seattle Seahawks.

## Palmarès

### Franchigia
- Super Bowl : 1

Denver Broncos: 50
- American Football Conference Championship: 2

Denver Broncos: 2013, 2015

## Statistiche
| Partite totali | 32 |

Statistiche aggiornate alla stagione 2013